# Orange (Al Stewart)
Orange is het vierde studioalbum van Al Stewart. Stewart pakte het met dit album iets anders aan. De pure folk heeft plaatsgemaakt voor folkrock. Dat had tot gevolg dat de folkmusici van het vorige album vervangen zijn door meer rockgerichte. Onder die musici bevonden zich twee die het nog ver zouden schoppen in de muziekwereld, Brinsley Schwarz en Rick Wakeman. Wakeman zat toen tussen Strawbs en Yes in. Muziekproducent was John Anthony, behalve voor The news from Spain, dat was de van Elton John bekende Gus Dudgeon. Opnamen vonden plaats in de Trident Studio in september 1971, behalve opnieuw The news from Spain, dat al veel eerder in 1970 werd opgenomen.
De ommekeer had nog geen succes; het haalde de Britse albumlijst niet. Ook de drie singles verkochten nauwelijks.

## Musici
- Al Stewart – zang, akoestische gitaar
- Tim Renwick, Cal Bachelor – Spaanse gitaar op Songs out of clay
- Tim Walker – Spaanse gitaar op The news from Spain
- Tim Renwick – elektrische gitaar (alle tracks)
- Bruce Thomas, Brian Odgers - basgitaar
- Rick Wakeman – toetsinstrumenten
- Bob Andrews – orgel op Night of the 4th of may
- John Wilson, Roger Pope, Graham hunt – slagwerk
- John Donelly, Mick Welton, Kevin Powers – achtergrondzang op Amsterdam

## Muziek
| Nr. | Titel                                      | Duur |
| --- | ------------------------------------------ | ---- |
| 1.  | You don't even know me (Stewart)           | 4:00 |
| 2.  | Amsterdam (Stewart)                        | 2:56 |
| 3.  | Songs out of clay (Stewart)                | 4:17 |
| 4.  | The news from Spain (Stewart)              | 6:35 |
| 5.  | I don’t believe you (Bob Dylan)            | 3:38 |
| 6.  | Once an orange, always an orange (Stewart) | 4;18 |
| 7.  | I’m falling (Stewart)                      | 4:29 |
| 8.  | Night of the 4th of may (Stewart)          | 6:27 |

Het album werd diverse keren opnieuw uitgegeven na het succes van Year of the cat. Het werd dan aangevuld met een of meerdere bonustracks. 